# Les Désordres de l’amour
Les Désordres de l'amour est un roman de Madame de Villedieu (1640-1683) publié en 1675.
Il s'agit d'un recueil de trois nouvelles historiques que l'auteur situe sous le règne d'Henri III. Madame de Villedieu s'appuie sur Mézeray et les mémoires de Marguerite de Valois pour l'arrière plan historique :
- 1re nouvelle : Que l'amour est le ressort de toutes les passions de l'âme conte les amours de Madame de Sauve et du duc de Guise.
- 2e nouvelle : Qu'on ne peut donner si peu de puissance à l'amour qu'il n'en abuse où la marquise de Termes avoue à son mari l'amour qu'elle porte au maréchal de Belleville, situation que certains commentateurs ont comparé à l'aveu de la princesse de Clèves
- 3e nouvelle : Qu'il n'y a point de déserpoir où l'amour ne soit capable de jeter un homme bien amoureux raconte les aventures de Givry qui délaisse sa maîtresse, Madame de Maugiron pour Mademoiselle de Guise qui ne l'aime pas[1].

L'auteur propose une conception pessimiste de l'amour qui est celle des précieuses : l'incompatibilité de l'amour et du mariage.